# ラクシュミー (女優)
ラクシュミー（Lakshmi、1952年12月13日 - ）は、インドの南インド映画で活動する女優。1968年に『Jeevanamsam』で女優デビューし、これまでに650本以上の映画に出演している。主演女優として活動した後、1980年代以降は性格女優に転向し、様々な映画に助演女優として出演するようになった。彼女はフィルムフェア賞のヒンディー語映画部門及び南インド映画部門の4部門（タミル語映画部門、テルグ語映画部門、マラヤーラム語映画部門、カンナダ語映画部門）すべてにおいて主演女優賞を受賞した唯一の女優であり、また南部4州（アーンドラ・プラデーシュ州、タミル・ナードゥ州、カルナータカ州、ケララ州）のすべての映画賞で主演女優賞を受賞した唯一の女優でもある。さらに国家映画賞 主演女優賞も受賞しており、ラクシュミーは南インド全域だけではなく、ヒンディー語圏でも高い人気を得ている。

## 生い立ち
チェンナイ出身で、母のクマーリー・ラクマニは女優としてタミル語映画で活動し、父のY・V・ラーオは映画監督・プロデューサー・俳優・脚本家・編集技師としてテルグ語映画・カンナダ語映画・マラヤーラム語映画・タミル語映画で活動していた。

## キャリア
ラクシュミーはタミル語映画・テルグ語映画・マラヤーラム語映画・カンナダ語映画で活動し、1970年代には南インド映画において人気女優の地位を確立した。1974年に出演したマラヤーラム語映画『Chattakkari』ではケララ州映画賞 主演女優賞とフィルムフェア賞 マラヤーラム語映画部門主演女優賞を受賞し、同作はベンガルールで40週間以上上映されるヒット作となった。また、リメイク作の『Julie』『Miss Julie Prema Katha』にも出演し、『Julie』ではフィルムフェア賞 主演女優賞、ベンガル映画ジャーナリスト協会賞 年間活動賞を受賞している。彼女は多才な演技力とグラマラスな外見で知られており、テルグ語映画『Panthulamma』は彼女が最も演技を評価された作品に挙げられている。また、『Chattakkari』の成功後は複数のマラヤーラム語映画に出演するようになり、『Chalanum』『Mohiniyaattam』ではフィルムフェア賞マラヤーラム語映画部門主演女優賞を受賞している。人気女優となったラクシュミーは多くの南インド映画俳優と共演したが、1970年代から1980年代にかけて共演したアナント・ナーグとのコンビネーションは高い評価を得ており、25本以上の映画で共演している。
ヒンディー語映画『Julie』でも成功を収めたが、ラクシュミーはヒンディー語映画には関心を示さず、南インド映画を中心に活動した。1977年に出演した『Sila Nerangalil Sila Manithargal』ではタミル女優として初めて国家映画賞 主演女優賞を受賞し、1980年代以降は助演女優として母親役・祖母役を多く演じるようになり、『ジーンズ 世界は2人のために』ではアイシュワリヤー・ラーイ・バッチャンの祖母役、『Hulchul』ではカリーナ・カプールの祖母役を演じている。また、1980年にはK・バーラチャンダルの補佐を受けて、『Mazhalai Pattalam』で監督デビューしている。

## 私生活
ラクシュミーはバースカランと結婚して娘アイシュワリヤー・バースカランを出産したが、後に離婚している。1975年に『Chattakkari』で共演したモーハン・シャルマと再婚したが、1980年に離婚した。その後、1987年に『En Uyir Kannamma』で共演したシヴァチャンドランと結婚し、2000年にサムクタを養女に迎え入れている。

## 受賞歴

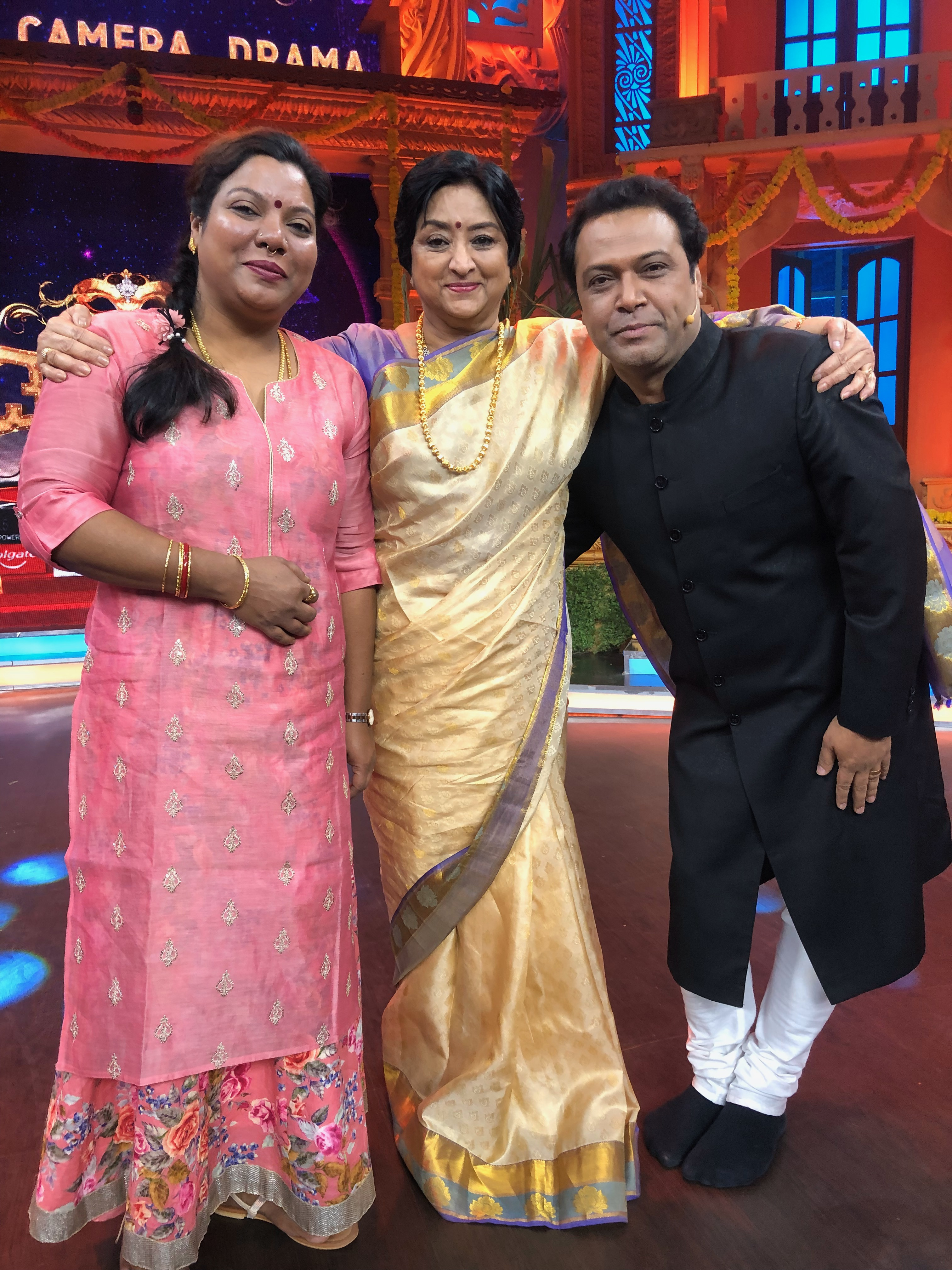
トーク番組に出演するラクシュミーとサイード・アラーウッディーン・パシャ（2017年）

| 年                                | 部門                             | 作品                                 | 結果       | 出典        |
| 栄典                              | 栄典                             | 栄典                                 | 栄典       | 栄典        |
| --------------------------------- | -------------------------------- | ------------------------------------ | ---------- | ----------- |
| 2016年                            | ラージョートサヴァ賞             | N/A                                  | 受賞       | [ 14 ]      |
| 国家映画賞                        |                                  |                                      |            |             |
| 1977年                            | 主演女優賞                       | 『Sila Nerangalil Sila Manithargal』 | 受賞       | [ 15 ]      |
| フィルムフェア賞                  |                                  |                                      |            |             |
| 1976年                            | 主演女優賞                       | 『Julie』                            | 受賞       | [ 16 ]      |
| フィルムフェア賞 南インド映画部門 |                                  |                                      |            |             |
| 1975年                            | タミル語映画部門主演女優賞       | 『Dikkatra Parvathi』                | 受賞       | [ 16 ]      |
| 1975年                            | マラヤーラム語映画部門主演女優賞 | 『Chattakkari』                      | 受賞       | [ 16 ]      |
| 1976年                            | マラヤーラム語映画部門主演女優賞 | 『Chalanum』                         | 受賞       | [ 16 ]      |
| 1977年                            | マラヤーラム語映画部門主演女優賞 | 『Mohiniyaattam』                    | 受賞       | [ 16 ]      |
| 1978年                            | タミル語映画部門主演女優賞       | 『Sila Nerangalil Sila Manithargal』 | ノミネート |             |
| 1978年                            | テルグ語映画部門主演女優賞       | 『Panthulamma』                      | ノミネート |             |
| 1979年                            | タミル語映画部門主演女優賞       | 『Oru Nadigai Natakam Parkiral』     | ノミネート |             |
| 1979年                            | 特別賞                           | 『Panthulamma』                      | 受賞       |             |
| 1981年                            | タミル語映画部門主演女優賞       | 『Avan Aval Adhu』                   | ノミネート |             |
| 1984年                            | タミル語映画部門主演女優賞       | 『Unmaigal』                         | 受賞       | [ 17 ]      |
| 1985年                            | タミル語映画部門主演女優賞       | 『Sirai』                            | ノミネート |             |
| 1987年                            | タミル語映画部門主演女優賞       | 『Samsaram Adhu Minsaram』           | ノミネート | [ 5 ] [ 6 ] |
| 1987年                            | テルグ語映画部門主演女優賞       | 『Sravana Meghalu』                  | 受賞       | [ 5 ] [ 6 ] |
| 1994年                            | カンナダ語映画部門主演女優賞     | 『Hoovu Hannu』                      | 受賞       | [ 1 ]       |
| 1999年                            | 生涯功労賞                       | N/A                                  | 受賞       | [ 18 ]      |
| 南インド国際映画賞                |                                  |                                      |            |             |
| 2021年                            | テルグ語映画部門助演女優賞       | 『Oh! Baby』                         | 受賞       | [ 19 ]      |
| タミル・ナードゥ州映画賞          |                                  |                                      |            |             |
| 1978年                            | 主演女優賞                       | 『Oru Nadigai Natakam Parkiral』     | 受賞       |             |
| ナンディ賞                        |                                  |                                      |            |             |
| 1977年                            | 主演女優賞                       | 『Panthulamma』                      | 受賞       | [ 20 ]      |
| 1986年                            | 主演女優賞                       | 『Sravana Meghalu』                  | 受賞       | [ 20 ]      |
| 2001年                            | 性格女優賞                       | 『Murari』                           | 受賞       | [ 20 ]      |
| 2012年                            | 審査員特別賞                     | 『Mithunam』                         | 受賞       | [ 20 ]      |
| カルナータカ州映画賞              |                                  |                                      |            |             |
| 1993年                            | 主演女優賞                       | 『Hoovu Hannu』                      | 受賞       |             |
| 2008年                            | 助演女優賞                       | 『Vamshi』                           | 受賞       | [ 21 ]      |
| 2017年                            | Dr.ラージクマール賞              | N/A                                  | 受賞       | [ 22 ]      |
| ケララ州映画賞                    |                                  |                                      |            |             |
| 1974年                            | 主演女優賞                       | 『Chattakari』                       | 受賞       |             |
| ベンガル映画ジャーナリスト協会賞  |                                  |                                      |            |             |
| 1975年                            | 年間活動賞                       | 『Julie』                            | 受賞       | [ 23 ]      |
| シネマ・エクスプレス賞            |                                  |                                      |            |             |
| 1986年                            | タミル語映画部門主演女優賞       | 『Samsaram Adhu Minsaram』           | 受賞       | [ 24 ]      |